# Moniqué
Moniqué, właśc. Monika Pundziūtė (ur. 20 września 1997 w Wilnie) – litewska piosenkarka.

## Życiorys
Jesienią 2015 uczestniczyła w przesłuchaniach do trzeciej edycji programu TV3 X Faktorius, będącego litewską wersją formatu The X Factor. Trafiła do grupy „Dziewczyny”, prowadzonej przez Justinę „Jazzu” Arlauskaitė. Ostatecznie dotarła do finału rozgrywanego 15 lutego 2016 i zajęła w nim pierwsze miejsce.
W 2017 wydała album studyjny, zatytułowany Moon, który nagrała w duecie z Markiem Lesem. W tym samym roku wydała solowy album, zatytułowany Sun. W 2018 zdobyła nagrodę dla „Wykonawcy roku” na gali M.A.M.A. W tym samym roku wydała swój trzeci album studyjny zatytułowany Virš Vandens.
W 2020 z singlem „Make Me Human” zgłosiła się do litewskich eliminacji do Konkursu Piosenki Eurowizji 2020 organizowanego w Rotterdamie. Przeszła ona pomyślnie przez etapy ćwierćfinałów i półfinałów, dzięki czemu zakwalifikowała się ona do finału w którym zajęła 2 miejsce.

## Dyskografia

### Albumy studyjne
- Moon (2017; z Markiem Lesem)
- Sun (2017)
- Virš Vandens (2018)